# Залеплон
Залеплон (англ. Zaleplon, лат. Zaleplonum) — синтетичний лікарський засіб, що належить до групи снодійних і седативних засобів, та є похідним піразолпіримідину. Залеплон застосовується перорально.

## Фармакологічні властивості
Залеплон — синтетичний лікарський засіб, що належить до групи снодійних і седативних засобів, та є похідним піразолпіримідину. Механізм дії препарату полягає у взаємодії з бензодіазепіновими рецепторами в центрі постсинаптичних рецепторів гамма-аміномасляної кислоти, проте залеплон, на відміну від інших снодійних препаратів, має селективну спорідненість із омега-1-рецептором на ГАМКA-рецепторі в ділянці зв'язування бензодіазепінів із ГАМК-рецептором. Оскільки ці рецептори локалізовані переважно в корі головного мозку, то залеплон має переважно снодійний ефект, та не має анксіолітичного, протисудомного та міорелаксуючого ефекту. Залеплон має здатність подовжувати час сну, та не впливає на співвідношення різних фаз сну. Препарат також має здатність підвищувати виділення мелатоніну, що також сприяє нормалізації фізіологічного сну. Залеплон застосовується при важких формах безсоння з утрудненим засипанням, переважно із коротким терміном застосування. Проте за даним частини клінічних досліджень, залеплон має низьку ефективність, оскільки він пришвидшує засипання лише на 11—12 хвилин, при його застосуванні загальна тривалість сну навіть зменшується, також у зв'язку з коротким періодом напіввиведення препарату з організму пацієнти не можуть повторно заснути при раптовому просипанні вночі, а також часто просипаються дуже рано вже в неспокійному стані. При застосуванні залеплону спостерігається незначна кількість побічних ефектів, проте при застосуванні препарату може спостерігаєтися поява звикання до нього.

### Фармакокінетика
Залеплон при прийомі всередину швидко всмоктується та розподіляється в організмі, проте біодоступність препарату при пероральному прийомі складає лише 30 % у зв'язку із ефектом першого проходження через печінку, максимальна концентрація в крові досягається протягом 1 години. Залеплон створює високі концентрації у багатьох тканинах організму, проходить через гематоенцефалічний бар'єр, через плацентарний бар'єр та виділяється в грудне молоко. Метаболізується препарат в печінці з утворенням неактивних метаболітів. Виводиться препарат із організму переважно з сечею у вигляді метаболітів (71 %), частково виводиться з калом (17 %). Період напіввиведення залеплону становить 1 годину, цей час може збільшуватися при печінковій недостатності.

## Показання до застосування
Залеплон застосовується при важких формах безсоння з утрудненим засипанням.

## Побічна дія
При застосуванні залеплону побічні ефекти спостерігаються значно рідше, ніж при застосуванні препаратів бензодіазепінового ряду. Проте при його застосуванні нерідко спостерігаються випадки формування звикання, а при передозуванні препарату описані смертельні випадки. Найчастішими побічними ефектами препарату є:
- Алергічні реакції та з боку шкірних покривів — набряк Квінке, анафілактичний шок та анафілактоїдні реакції, фотодерматоз.
- З боку травної системи — нудота, підвищення рівня активності амінотрансфераз у крові.
- З боку нервової системи — підвищена стомлюваність, м'язова слабість, сонливість, загальмованість, порушення координації рухів, головний біль, сплутаність свідомості, атаксія, дизартрія, погіршення настрою, парадоксальні реакції (у тому числі гостре психомоторне збудження, дратівливість), амнезія, депресія.
- Інші побічні ефекти — порушення менструального циклу.

При передозуванні залеплону спостерігається різка загальмованість, виражена сонливість, ністагм, апное, пригнічення серцевої діяльності — гіпотонія та брадикардія, зниження чутливості до болю, порушення координації рухів, парадоксальне збудження, дизартрія, клонічні посмикування кінцівок, пригнічення рефлексів, порушення свідомості з переходом у кому та летальний кінець. Як антидот залеплону при передозуванні може застосовуватися флумазепіл, що є специфічним антидотом бензодіазепінових рецепторів.

## Протипокази
Залеплон протипоказаний при підвищеній чутливості до препарату, при важкій дихальній недостатності та синдромі нічних апное, при важкій печінковій недостатності, міастенії, годуванні грудьми, особам молодшим 18 років.

## Форми випуску
Залеплон випускається у вигляді желатинових капсул по 0,005 і 0,01 г.